# Salmo 66
El salmo 66  es, según la numeración hebrea, el sexagésimo sexto salmo del Libro de los salmos de la Biblia. Corresponde al salmo 65 según la numeración de la Biblia Septuaginta griega, empleada también en la Vulgata latina. Por este motivo, recogiendo la doble numeración, a este salmo también se le refiere como el salmo 66 (65).

## Contenido y estructura
Originalmente, el salmo era probablemente una liturgia o consistía en dos cantos separados. En consecuencia, se puede dividir en dos partes. En la primera parte se pide a todos los pueblos que den gracias a Dios por la salvación que le ha dado a su pueblo. Esta primera parte, a su vez, puede dividirse en dos subsecciones. Mientras que los versículos 1 al 7 son interpretados por un coro, los versículos 8 al 12 son un cántico de la iglesia. La segunda parte es el cántico de acción de gracias de un individuo por la salvación de una angustia.

## La teología del salmo
El trabajo puede dividirse en tres partes y recibir los siguientes títulos: global (66,1–8), comunitario (66,9–12), personal (66,13–20  . Otra división es propuesta por Kathleen Farmer, quien cree que el salmo debe dividirse en dos partes: comunal (66,1-12) e individual (66,13-20)  . Según el tema lírico, toda la tierra debería ver los grandes favores que Dios ha hecho a Israel . es un agradecimiento por salvar al individuo.  centro del salmo es el anuncio de un sacrificio por parte del sujeto lírico como acción de gracias por la protección y la bendición  .

## Símbolos
- La experiencia y purificación de cómo se refina la plata (66, 10) es una metáfora adecuada para los metales. Después de alcanzar el punto de fusión, el metal se vuelve líquido. En tales condiciones, las sustancias minerales y otros aditivos se queman si no se han oxidado antes  .[7]
- Todas las tierras - Frase sobre el llamado a adorar a Dios por todas las naciones  .[8]
- La palabra confusa sela aparece tres veces en la obra , cuyo significado no se conoce con exactitud  .[9]

## Texto
La siguiente tabla muestra el texto en hebreo del salmo con vocales, junto con el texto en griego koiné en la Septuaginta y la traducción al español de la Biblia del Rey Jacobo. Tenga en cuenta que el significado puede diferir ligeramente entre estas versiones, ya que la Septuaginta y el texto masorético provienen de tradiciones textuales diferentes.  En la Septuaginta, este salmo está numerado como Salmo 65.
| #  | Hebreo                                                                      | Español | Griego |
| -- | --------------------------------------------------------------------------- | --- | --- |
| 1  | לַ֭מְנַצֵּחַ שִׁ֣יר מִזְמ֑וֹר הָרִ֥יעוּ לֵ֝אלֹהִ֗ים כׇּל־הָאָֽרֶץ׃                                       | (Al músico principal, canto o salmo.) Alabad a Dios con alegría, toda la tierra.                                                             | Εἰς τὸ τέλος· ᾠδὴ ψαλμοῦ· ἀναστάσεως. - ΑΛΑΛΑΞΑΤΕ τῷ Κυρίῳ πᾶσα ἡ γῆ,                                                                                 |
| 2  | זַמְּר֥וּ כְבֽוֹד־שְׁמ֑וֹ שִׂ֥ימוּ כָ֝ב֗וֹד תְּהִלָּתֽוֹ׃                                              | Cantad la gloria de su nombre; glorificad su alabanza.                                                                                       | ψάλατε δὴ τῷ ὀνόματι αὐτοῦ. δότε δόξαν αἰνέσει αὐτοῦ.                                                                                                 |
| 3  | אִמְר֣וּ לֵ֭אלֹהִים מַה־נּוֹרָ֣א מַעֲשֶׂ֑יךָ בְּרֹ֥ב עֻ֝זְּךָ֗ יְֽכַחֲשׁ֖וּ לְךָ֣ אֹיְבֶֽיךָ׃                           | Decid a Dios: «¡Cuán terrible eres en tus obras! Por la grandeza de tu poder, tus enemigos se someterán a ti».                               | εἴπατε τῷ Θεῷ· ὡς φοβερὰ τὰ ἔργα σου· ἐν τῷ πλήθει τῆς δυνάμεώς σου ψεύσονταί σε οἱ ἐχθροί σου.                                                       |
| 4  | כׇּל־הָאָ֤רֶץ ׀ יִשְׁתַּחֲו֣וּ לְ֭ךָ וִיזַמְּרוּ־לָ֑ךְ יְזַמְּר֖וּ שִׁמְךָ֣ סֶֽלָה׃                                | Toda la tierra te adorará y cantará a ti; cantarán a tu nombre. Selah.                                                                       | πᾶσα ἡ γῆ προσκυνησάτωσάν σοι καὶ ψαλάτωσάν σοι, ψαλάτωσαν τῷ ὀνόματί σου. (διάψαλμα).                                                                |
| 5  | לְכ֣וּ וּ֭רְאוּ מִפְעֲל֣וֹת אֱלֹהִ֑ים נוֹרָ֥א עֲ֝לִילָ֗ה עַל־בְּנֵ֥י אָדָֽם׃                                | Venid y ved las obras de Dios: es terrible en sus obras hacia los hijos de los hombres.                                                      | δεῦτε καὶ ἴδετε τὰ ἔργα τοῦ Θεοῦ· φοβερὸς ἐν βουλαῖς ὑπὲρ τοὺς υἱοὺς τῶν ἀνθρώπων,                                                                    |
| 6  | הָ֤פַךְ יָ֨ם ׀ לְֽיַבָּשָׁ֗ה בַּ֭נָּהָר יַעַבְר֣וּ בְרָ֑גֶל שָׁ֝֗ם נִשְׂמְחָה־בּֽוֹ׃                                 | Él convirtió el mar en tierra seca: ellos atravesaron el diluvio a pie: allí nos regocijamos en él.                                          | ὁ μεταστρέφων τὴν θάλασσαν εἰς ξηράν, ἐν ποταμῷ διελεύσονται ποδί. ἐκεῖ εὐφρανθησόμεθα ἐπ᾿ αὐτῷ,                                                      |
| 7  | מֹ֘שֵׁ֤ל בִּגְבוּרָת֨וֹ ׀ עוֹלָ֗ם עֵ֭ינָיו בַּגּוֹיִ֣ם תִּצְפֶּ֑ינָה הַסּוֹרְרִ֓ים ׀ אַל־[יָר֖וּמוּ] (ירימו) לָ֣מוֹ סֶֽלָה׃ | Él gobierna con su poder para siempre; sus ojos contemplan a las naciones: que los rebeldes no se enaltezcan. Selah.                         | τῷ δεσπόζοντι ἐν τῇ δυναστείᾳ αὐτοῦ τοῦ αἰῶνος. οἱ ὀφθαλμοὶ αὐτοῦ ἐπὶ τὰ ἔθνη ἐπιβλέπουσιν, οἱ παραπικραίνοντες μὴ ὑψούσθωσαν ἐν ἑαυτοῖς. (διάψαλμα). |
| 8  | בָּרְכ֖וּ עַמִּ֥ים ׀ אֱלֹהֵ֑ינוּ וְ֝הַשְׁמִ֗יעוּ ק֣וֹל תְּהִלָּתֽוֹ׃                                       | Bendecid a nuestro Dios, pueblos, y haced oír la voz de su alabanza:                                                                         | εὐλογεῖτε, ἔθνη, τὸν Θεὸν ἡμῶν καὶ ἀκουτίσασθε τὴν φωνὴν τῆς αἰνέσεως αὐτοῦ,                                                                          |
| 9  | הַשָּׂ֣ם נַ֭פְשֵׁנוּ בַּחַיִּ֑ים וְלֹֽא־נָתַ֖ן לַמּ֣וֹט רַגְלֵֽנוּ׃                                         | Que mantiene nuestra alma en vida y no permite que nuestros pies sean movidos.                                                               | τοῦ θεμένου τὴν ψυχήν μου εἰς ζωήν, καὶ μὴ δόντος εἰς σάλον τοὺς πόδας μου.                                                                           |
| 10 | כִּֽי־בְחַנְתָּ֥נוּ אֱלֹהִ֑ים צְ֝רַפְתָּ֗נוּ כִּצְרׇף־כָּֽסֶף׃                                            | Porque tú, oh Dios, nos has probado; nos has probado como se prueba la plata.                                                                | ὅτι ἐδοκίμασας ἡμᾶς, ὁ Θεός, ἐπύρωσας ἡμᾶς, ὡς πυροῦται τὸ ἀργύριον·                                                                                  |
| 11 | הֲבֵאתָ֥נוּ בַמְּצוּדָ֑ה שַׂ֖מְתָּ מוּעָקָ֣ה בְמׇתְנֵֽינוּ׃                                            | Tú nos metiste en la red; tú pusiste aflicción sobre nuestros lomos.                                                                         | εἰσήγαγες ἡμᾶς εἰς τὴν παγίδα, ἔθου θλίψεις ἐπὶ τὸν νῶτον ἡμῶν.                                                                                       |
| 12 | הִרְכַּ֥בְתָּ אֱנ֗וֹשׁ לְרֹ֫אשֵׁ֥נוּ בָּֽאנוּ־בָאֵ֥שׁ וּבַמַּ֑יִם וַ֝תּוֹצִיאֵ֗נוּ לָרְוָיָֽה׃                            | Tú has hecho que los hombres cabalgaran sobre nuestras cabezas; pasamos por el fuego y por el agua, pero tú nos sacaste a un lugar próspero. | ἐπεβίβασας ἀνθρώπους ἐπὶ τὰς κεφαλὰς ἡμῶν, διήλθομεν διὰ πυρὸς καὶ ὕδατος, καὶ ἐξήγαγες ἡμᾶς εἰς ἀναψυχήν.                                            |
| 13 | אָב֣וֹא בֵיתְךָ֣ בְעוֹל֑וֹת אֲשַׁלֵּ֖ם לְךָ֣ נְדָרָֽי׃                                              | Entraré en tu casa con holocaustos: te pagaré mis votos,                                                                                     | εἰσελεύσομαι εἰς τὸν οἶκόν σου ἐν ὁλοκαυτώμασιν, ἀποδώσω σοι τὰς εὐχάς μου,                                                                           |
| 14 | אֲשֶׁר־פָּצ֥וּ שְׂפָתָ֑י וְדִבֶּר־פִּ֝֗י בַּצַּר־לִֽי׃                                                | Lo que mis labios han pronunciado y mi boca ha hablado cuando estaba en la angustia.                                                         | ἃς διέστειλε τὰ χείλη μου καὶ ἐλάλησε τὸ στόμα μου ἐν τῇ θλίψει μου·                                                                                  |
| 15 | עֹ֘ל֤וֹת מֵיחִ֣ים אַֽעֲלֶה־לָּ֭ךְ עִם־קְטֹ֣רֶת אֵילִ֑ים אֶ֥עֱשֶֽׂה בָקָ֖ר עִם־עַתּוּדִ֣ים סֶֽלָה ׃                   | Te ofreceré holocaustos de animales cebados, con el incienso de carneros; ofreceré novillos con cabritos. Selah.                             | ὁλοκαυτώματα μεμυελωμένα ἀνοίσω σοι μετὰ θυμιάματος καὶ κριῶν, ἀνοίσω σοι βόας μετὰ χιμάρων. (διάψαλμα).                                              |
| 16 | לְכוּ־שִׁמְע֣וּ וַ֭אֲסַפְּרָה כׇּל־יִרְאֵ֣י אֱלֹהִ֑ים אֲשֶׁ֖ר עָשָׂ֣ה לְנַפְשִֽׁי׃                                | Venid y escuchad, todos los que teméis a Dios, y os contaré lo que ha hecho por mi alma.                                                     | δεῦτε ἀκούσατε, καὶ διηγήσομαι, πάντες οἱ φοβούμενοι τὸν Θεόν, ὅσα ἐποίησε τῇ ψυχῇ μου.                                                               |
| 17 | אֵלָ֥יו פִּֽי־קָרָ֑אתִי וְ֝רוֹמַ֗ם תַּ֣חַת לְשׁוֹנִֽי׃                                              | Le grité con mi boca, y fue exaltado con mi lengua.                                                                                          | πρὸς αὐτὸν τῷ στόματί μου ἐκέκραξα καὶ ὕψωσα ὑπὸ τὴν γλῶσσάν μου.                                                                                     |
| 18 | אָ֭וֶן אִם־רָאִ֣יתִי בְלִבִּ֑י לֹ֖א יִשְׁמַ֣ע ׀ אֲדֹנָֽי׃                                           | Si considero la iniquidad en mi corazón, el Señor no me escuchará:                                                                           | ἀδικίαν εἰ ἐθεώρουν ἐν καρδίᾳ μου, μὴ εἰσακουσάτω μου Κύριος.                                                                                         |
| 19 | אָ֭כֵן שָׁמַ֣ע אֱלֹהִ֑ים הִ֝קְשִׁ֗יב בְּק֣וֹל תְּפִלָּתִֽי׃                                             | Pero Dios me ha escuchado; ha atendido a la voz de mi oración.                                                                               | διὰ τοῦτο εἰσήκουσέ μου ὁ Θεός, προσέσχε τῇ φωνῇ τῆς δεήσεώς μου.                                                                                     |
| 20 | בָּר֥וּךְ אֱלֹהִ֑ים אֲשֶׁ֥ר לֹֽא־הֵסִ֘יר תְּפִלָּתִ֥י וְ֝חַסְדּ֗וֹ מֵאִתִּֽי׃                                    | Bendito sea Dios, que no ha rechazado mi oración ni su misericordia de mí.                                                                   | εὐλογητὸς ὁ Θεός, ὃς οὐκ ἀπέστησε τὴν προσευχήν μου καὶ τὸ ἔλεος αὐτοῦ ἀπ᾿ ἐμοῦ.                                                                      |

## Comentarios

### De la iglesia católica

#### A todo el salmo
En el Salmo 66, la atención se desplaza hacia la salvación que Dios ha obrado en favor de su pueblo, tema ya anticipado en el Salmo 65. Se inicia con un llamado universal a alabar al Señor (vv. 1–4), y a continuación se enumeran las razones para esa alabanza (vv. 5–12): el paso del mar Rojo como manifestación de su poder (vv. 5–7), y la liberación tras una dura prueba que puso a Israel al límite, pero que no terminó en derrota (vv. 8–12). Luego, el salmo toma un tono más personal. El orante agradece a Dios porque ha escuchado su súplica. Anuncia que cumplirá los votos hechos en momentos de angustia (vv. 13–15) y da testimonio de la respuesta divina (vv. 16–20), confirmando así la convicción expresada anteriormente: Dios atiende la oración.
Este salmo prolonga el hilo de alabanza que comenzó en el Salmo 64, pero con un enfoque que combina lo colectivo y lo individual. La experiencia del pueblo y la del salmista convergen en la misma certeza: Dios salva, sostiene y escucha. En la lectura cristiana, este canto adquiere una nueva profundidad. La Iglesia, como nuevo pueblo de Dios, también ha sido preservada en medio de las pruebas. Cada creyente puede identificarse con el salmista, reconociendo en Cristo la elección y la vocación a ser testimonio vivo de la gloria de Dios.

#### A los versículos 1-7
El Salmo 66 comienza con una invitación dirigida a toda la tierra, señal clara de que el señorío de Dios se extiende sobre todas las naciones. La alabanza se centra en su «Nombre», es decir, en el Dios que se reveló a Israel, especialmente en el Éxodo (cf. Ex 3,14). Esta mención del Nombre no es abstracta: remite a un Dios concreto, que actúa en la historia y cuya presencia se celebra en el Templo.
El salmista llama a contemplar las obras de Dios, visibles no solo en los relatos del pasado, como el paso del Mar Rojo y del río Jordán, sino también en la permanencia misma de Israel como pueblo. La historia de salvación es testimonio de su poder. El culto en el Templo permite hacer memoria viva de estos hechos, que no quedan como eventos antiguos, sino que se actualizan en la liturgia. Del mismo modo, cada persona puede reconocer en su vida la acción concreta de Dios, recordando los momentos en que ha sido sostenido, guiado o liberado. Así, la alabanza no es solo colectiva ni lejana, sino también personal y actual.

Cuando el alma recuerda los beneficios que antaño recibió de Dios y considera aquellas gracias de que la colma en el presente, o cuando endereza su mirada hacia el porvenir sobre la infinita recompensa que prepara el Señor a quienes le aman, le da gracias en medio de indecibles transportes de alegría.

#### A los versículos 8-20
En el Salmo 66, todos los pueblos están invitados a reconocer al Dios de Israel, no solo por sus obras antiguas, sino porque, a pesar de haber pasado por pruebas duras —como las campañas asirias o el exilio babilónico—, el pueblo sigue en pie y en paz. Esta permanencia es prueba de la acción salvadora de Dios. Después de proclamar la salvación del pueblo, el salmista habla de su propia experiencia. Algunos han pensado que se trata del rey hablando en nombre de la nación, pero puede ser simplemente un fiel que une su acción de gracias a la memoria colectiva.
Primero declara su intención de cumplir los votos hechos a Dios en tiempos de angustia (vv. 13–15). Luego da testimonio del favor recibido. El llamado “venid, escuchad” (v. 16) responde al “venid a ver” del v. 5, uniendo el testimonio público con la experiencia personal. El salmista subraya que su oración fue escuchada porque se acercó a Dios con rectitud. La referencia a la pureza de intención (v. 18) recuerda otras súplicas donde el justo reivindica su inocencia ante Dios y sus enemigos.

## Música
El himno Jauchzt, alle Lande, Gott en honor a Matthias Jorissen de 1798 está basado en el Salmo 66.

## Usos

### Judaísmo
- El versículo 9 es parte del párrafo Ve'emunah Kal Zot que se recita después del Shemá .[18]
- Se recita el segundo día de Sucot en algunas tradiciones, el segundo día de Pascua en algunas tradiciones y el sexto día en otras.[19]

### Calvinismo
Juan Calvino , un partidario de la teología de la Reforma protestante, describió el tema del Salmo de la siguiente manera:
Aunque es posible que el Profeta celebre una liberación en la persona de la Iglesia, abraza las muchas gratitudes con las que Dios no ha dejado de perseguir al pueblo elegido . Pero así como afirma que Dios trajo la salvación a los miserables y afligidos, también sugiere la cuestión del consuelo y la paciencia, diciendo que fueron examinados como plata, cuando estaban sujetos a la tiranía del enemigo. Al final, parece estar hablando en privado sobre sí mismo, dando a conocer un documento de su integridad que ha sido escuchado por Dios, quien repudia a los impíos y los inicuos.

### En la historia
[Venga y vea] "lo que Dios ha hecho" fue el primer mensaje enviado por telégrafo en 1844. El versículo fue sugerido por Annie Ellsworth e inspirado por el Salmo 66: 5 y el Salmo 66:16. De pie en la sala de la Corte Suprema , Samuel B. Morse envió un mensaje de 19 cartas a su asistente Albert Vail en Baltimore , quien le transmitió el mensaje.  Salmo 66: 5 fue enviado como "ven y ve lo que Dios ha hecho", mientras que el Salmo 66:16 fue la respuesta: "Ven y mira lo que Dios ha hecho por mí".